# Helichrysum araxinum
Helichrysum araxinum là một loài thực vật có hoa trong họ Cúc. Loài này được Takht. ex Kirp. mô tả khoa học đầu tiên năm 1960.